# Szekerény
Szekerény (szerbül Сефкерин / Sefkerin) település Szerbiában, a Vajdaságban, a Dél-bánsági körzetben, Ópáva községben.

## Fekvése
Pancsovától északnyugatra, a Temes mellett, Ópáva és Galagonyás közt fekvő település.

## Története
Szekerény neve régebben Szefkerin, temesmenti nagyközség.
A település a török hódoltság alatt is lakott hely maradt.
Az 1717. évi kincstári összeíráskor a pancsovai kerülethez tartozó községek között szerepelt 27 lakott házzal.
A falu a gróf Mercy-féle térképen is lakott helynek van feltüntetve, lakosai ekkor szerbek voltak.
1765-1768-ban Mária Terézia királynő rendeletére rokkant német katonák telepedtek a helységbe, az itteni szerbek legnagyobb része elköltözött, s kincstári területre húzódott. Ettől kezdve a német-bánsági határőrvidékhez tartozott.
1775-1778-ban újabb tisza-marosmenti szerb határőrcsaládok költöztek ide, a kikindai kiváltságos kerületből.
1788. szeptember végén a törökök elpusztították.
1872-ben a határőrvidék feloszlatása után Torontál vármegyéhez csatolták.
1873-ban nagy kolerajárvány pusztított a településen, ekkor 84-en haltak itt el kolerában.
1910-ben 2997 lakosából 9 magyar, 55 német, 2875 szerb, 46 cigány volt. Ebből 65 római katolikus, 2929 görögkeleti ortodox volt.
A trianoni békeszerződés előtt Torontál vármegye Pancsovai járásához tartozott.

## Népesség

### Demográfiai változások
| 1948 | 1953 | 1961 | 1971 | 1981 | 1991 | 2002 | 2011 |
| ---- | ---- | ---- | ---- | ---- | ---- | ---- | ---- |
| 3035 | 3134 | 3028 | 2837 | 2836 | 2717 | 2627 | 2522 |

## Nevezetességek

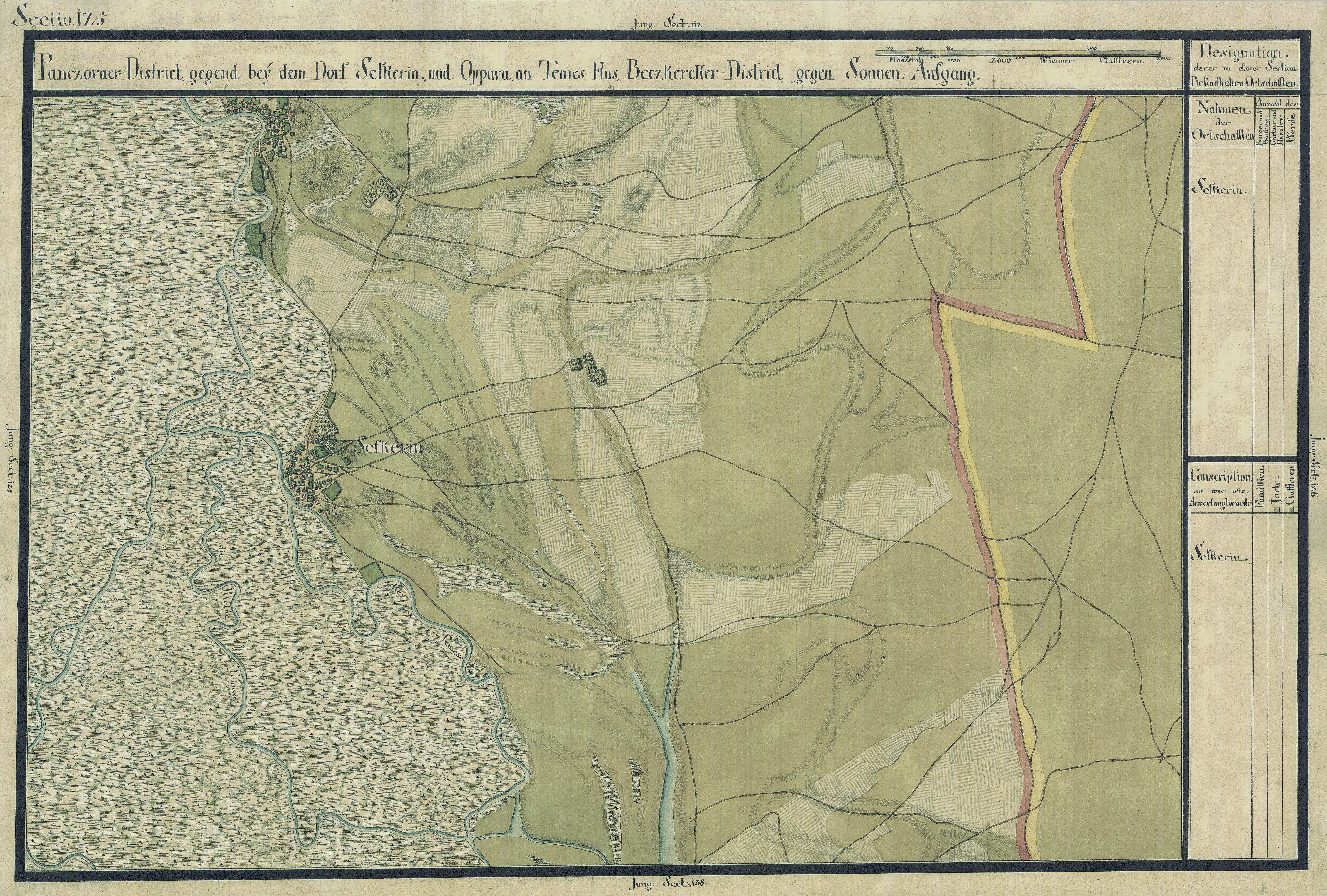
Szekerény egy régi térképen

- Görögkeleti temploma - 1813-ban épült.